# Montigné
Montigné korábbi község Franciaországban, Charente megyében. Lakosainak száma 180 fő (2018. január 1.). Montigné Anville, Bonneville, Gourville, Rouillac, Auge-Saint-Médard és Sonneville községekkel határos.
2019. január 1-jén három másik korábbi községgel egyesült és az így létrejött Val-d’Auge új község része lett.

## Népesség
A település népességének változása:
| Lakosok száma | 158  | 144  | 122  | 112  | 126  | 161  | 165  | 182  | 177  | 180  |
|               | 1968 | 1975 | 1982 | 1999 | 2006 | 2011 | 2013 | 2016 | 2017 | 2018 |